# Polimerizacija
Polimerizacija je kemijska reakcija u kojoj se velik broj monomera povezuje kovalentnim vezama u polimere. Dugački lanac nastao spajanjem monomera naziva se polimer. Prirodni primjer su proteini: oni su polimeri s više od 100 aminokiselina u svom sastavu, gdje svaka aminokiselina predstavlja jedan monomer, a kada se spoje nastaje polimer odnosno protein. Također primjer prirodnih polimera su škrob i celuloza
Reakcija se može provesti u masi, otopini, emulziji, suspenziji, plinskoj fazi, a prema reakcijskom mehanizmu i kinetici može biti stupnjevita i lančana.
Lančana polimerizacija se dijeli na:
- radikalsku polimerizaciju,
- ionsku polimerizaciju,
- koordinativnu polimerizaciju

U kemijskim spojevima polimerizacija nastaje preko više različitih vrsta mehanizama koji variraju u svojoj složenosti ovisno o funkcionalnoj skupini spoja koji reagira. Jedan od jednostavnijih mehanizama polimerizacija odvija se kod alkena, koji zahvaljujući procesu polimerizacije tvore korisne spojeve kao što je polieten.
Spoj kao što je polieten može se nazvati i jednostavnim polimerom jer se njegov lanac sastoji samo od jedne vrste molekula. Polimeri koji u svojoj strukturi imaju više vrsta molekula nazivaju se kopolimeri.
Primjeri stupnjevitih polimerizacija: polietilenteraftalat (PET), poliamidi(nyloni), poliuretani.
Primjeri lančanih polimerizacija: polietilen (PE), polipropilen (PP), poli(vinil-klorid) (PVC), poli (lactic acid) (PLA), polistiren (PS).

## Vanjske poveznice
- Natuknica polymerization. In: IUPAC Compendium of Chemical Terminology (the “Gold Book”). 2. izd. Compiled by A. D. McNaught and A. Wilkinson. Blackwell Scientific Publications, Oxford (1997). XML on-line corrected version: http://goldbook.iupac.org (2006-) created by M. Nic, J. Jirat, B. Kosata; updates compiled by A. Jenkins. ISBN 0-9678550-9-8. doi: Inačica: 2.3.3. (engleski). Zadnje ažuriranje: 24. veljače 2014.